# エドガル・アンゲリ
エドガル・アンゲリ（Edgar Angeli、1892年5月11日 - 1945年6月17日）は、クロアチアの軍人。海軍少将。

## 経歴
1943年4月から1944年1月までクロアチア独立国海軍司令官。艦隊は、イタリアの厳格なコントロール下にあり、極めて弱体だった。イタリア降伏（1943年9月）後、ドイツは拿捕したイタリア海軍艦艇をクロアチアに譲渡し、クロアチア海軍は初めて名実を伴った。その外、以前にイタリアが科していた50tという軍艦の排水量制限も解除された。
戦後、ユーゴスラビア当局に投降。獄死。